# Cosmosoma auge
Cosmosoma auge is een beervlinder uit de familie van de spinneruilen (Erebidae). De wetenschappelijke naam werd  gepubliceerd in 1767 door Carl Linnaeus.